# Barraca XXX (Aiguamúrcia)
La Barraca XXX és una obra d'Aiguamúrcia (Alt Camp) inclosa a l'Inventari del Patrimoni Arquitectònic de Catalunya.

## Descripció
Barraca de planta circular que presenta una façana amb una alçada de 2'70m. acabada amb una cornisa acabada amb pedres al rastell. Està coberta amb una falsa cúpula que tanca amb una llosa a una alçada de 3'15m.
La seva estança té un diàmetre de 2'355m. Exteriorment està envoltada per una anella fins a 1'10m d'alçada i un gruix de 0'70m. Disposa d'un recer o paravents a la seva dreta.

## Història
Aquesta barraca és esmentada per l'arquitecte Joan Rubió en el seu conegut treball publicat l'any 1914 a l'Annuario de la Asociación de Arquitectos de Cataluña, sota el títol de CONSTRUCCIONS DE PEDRA EN SEC. En aquest treball fa una especial referència al singular "massís" que aquesta construcció presenta al damunt del seu portal.